# 平马社区
平马乡，是中华人民共和国重庆市秀山土家族苗族自治县下辖的一个乡镇级行政单位。

## 行政区划
平马乡下辖以下地区：
溜沙村、平马村、猛董村和新田沟村。